# Лытанов, Пётр Степанович
Пётр Степанович Лытанов (1924—1973) — сержант Рабоче-крестьянской Красной Армии, участник Великой Отечественной войны, Герой Советского Союза (1945).

## Биография
Пётр Лытанов родился 26 августа 1924 года в селе Печерское (ныне — Сызранский район Самарской области). После окончания семи классов школы учился в сельскохозяйственном техникуме. В марте 1942 года Лытанов добровольно пошёл на службу в Рабоче-крестьянскую Красную Армию. С февраля 1943 года — на фронтах Великой Отечественной войны. Участвовал в Курской битве.
К ноябрю 1944 года гвардии сержант Пётр Лытанов командовал отделением 5-й гвардейской отдельной разведроты 1-й гвардейской воздушно-десантной дивизии 53-й армии 2-го Украинского фронта. Отличился во время освобождения Венгрии. В ночь с 4 на 5 ноября 1944 года Лытанов в составе разведгруппы переправился через Тису к югу от Тисафюреда и принял активное участие в боях за захват и удержание плацдарма на вражеском берегу. На следующий день противник предпринял ряд контратак, но все они были успешно отражены. Лытанов лично переправил через реку около 30 бойцов и командиров, лично участвовал в боях с противником.
Указом Президиума Верховного Совета СССР от 24 марта 1945 года за «образцовое выполнение боевых заданий командования на фронтах борьбы с немецкими захватчиками, проявленные при этом геройство и отвагу» гвардии сержант Пётр Лытанов был удостоен высокого звания Героя Советского Союза с вручение ордена Ленина и медали «Золотая Звезда» за номером 4746.
Участвовал в советско-японской войне. В сентябре 1945 года Лытанов был демобилизован. Проживал и работал в Ярославле. Окончил сельскохозяйственный техникум и сельскохозяйственный институт. Скоропостижно умер 19 августа 1973 года, похоронен на Западном гражданском кладбище Ярославля.
Был также награждён орденами Славы 2-й и 3-й степеней, рядом медалей.
В честь Лытанова названа улица в селе Усолье Шигонского района Самарской области.